# Hermanis Jēnihs
Hermanis Jēnihs (ur. 5 sierpnia 1910 w Rydze, zm. ?) – łotewski piłkarz występujący na pozycji napastnika, reprezentant Łotwy w latach 1930–1934.

## Kariera klubowa
Podczas swojej kariery występował w zespołach Union Rīga i Rīga Vanderer. Należał do czołowych zawodników i strzelców Rīga Vanderer lat. 30. XX wieku. W latach 1934 i 1936 wygrał z tym klubem rozgrywki o Puchar Rygi, uznawane za pierwowzór Pucharu Łotwy.

## Kariera reprezentacyjna
27 czerwca 1930 zadebiutował w reprezentacji Łotwy w zremisowanym 1:1 towarzyskim meczu przeciwko Estonii, w którym zdobył bramkę. W 1932 roku zwyciężył z Łotwą w turnieju Baltic Cup. Ogółem w latach 1930-1934 rozegrał w drużynie narodowej 18 spotkań, w których zdobył 6 goli.

### Bramki w reprezentacji
| LP | Data                 | Miejsce                       | Przeciwnik | Bramka | Rezultat | Ranga meczu     |
| -- | -------------------- | ----------------------------- | ---------- | ------ | -------- | --------------- |
| 1. | 27 czerwca 1930      | Kadrioru staadion, Tallinn    | Estonia    | 1:0    | 1:1      | Mecz towarzyski |
| 2. | 29 czerwca 1932      | Stadion LFLS, Kowno           | Litwa      | 2:0    | 3:2      | Mecz towarzyski |
| 3. | 29 czerwca 1932      | Stadion LFLS, Kowno           | Litwa      | 3:1    | 3:2      | Mecz towarzyski |
| 4. | 28 sierpnia 1932     | Stadion JKS, Ryga             | Litwa      | 3:1    | 4:1      | Baltic Cup 1932 |
| 5. | 23 września 1934     | Stadion Olimpijski, Sztokholm | Szwecja    | 1:0    | 1:3      | Mecz towarzyski |
| 6. | 14 października 1934 | Stadion JKS, Ryga             | Polska     | 2:3    | 2:6      | Mecz towarzyski |

## Sukcesy
Łotwa
- Baltic Cup: 1932

Rīga Vanderer
- Puchar Rygi: 1934, 1936